# Haute-Bretagne
Pour les articles homonymes, voir Bretagne (homonymie).
La Haute-Bretagne est la partie orientale de la Bretagne. En gallo, ce territoire est nommé Haote-Bertègn ou Haote-Bertagne (gallo ABCD), Haùtt-Bertaèyn (gallo ELG) ou Haott B·rtingn (gallo MOGA) ; en breton, on parle de Gorre Breizh ou Breizh Uhel.
Le français écrit haute Bretagne et basse Bretagne, qui ne s'agit pas de notions politiques, mais Haute-Bretagne et Basse-Bretagne dans un cadre administratif (comme pour les deux lieutenances ducales de ce nom).

## Présentation
Reprenant l'usage de haut et de bas désignant la partie d'un pays la plus proche de la capitale, la Haute Bretagne désigne l'est de la Bretagne, et correspond à la partie romane de la Bretagne, et la Basse-Bretagne est la partie bretonnante. Les langues régionales y sont le gallo et le poitevin, qui appartiennent à la famille des langues d'oïl. La distinction entre Haute-Bretagne et Basse-Bretagne existe au moins depuis le XVe siècle.

### Une frontière linguistique évolutive

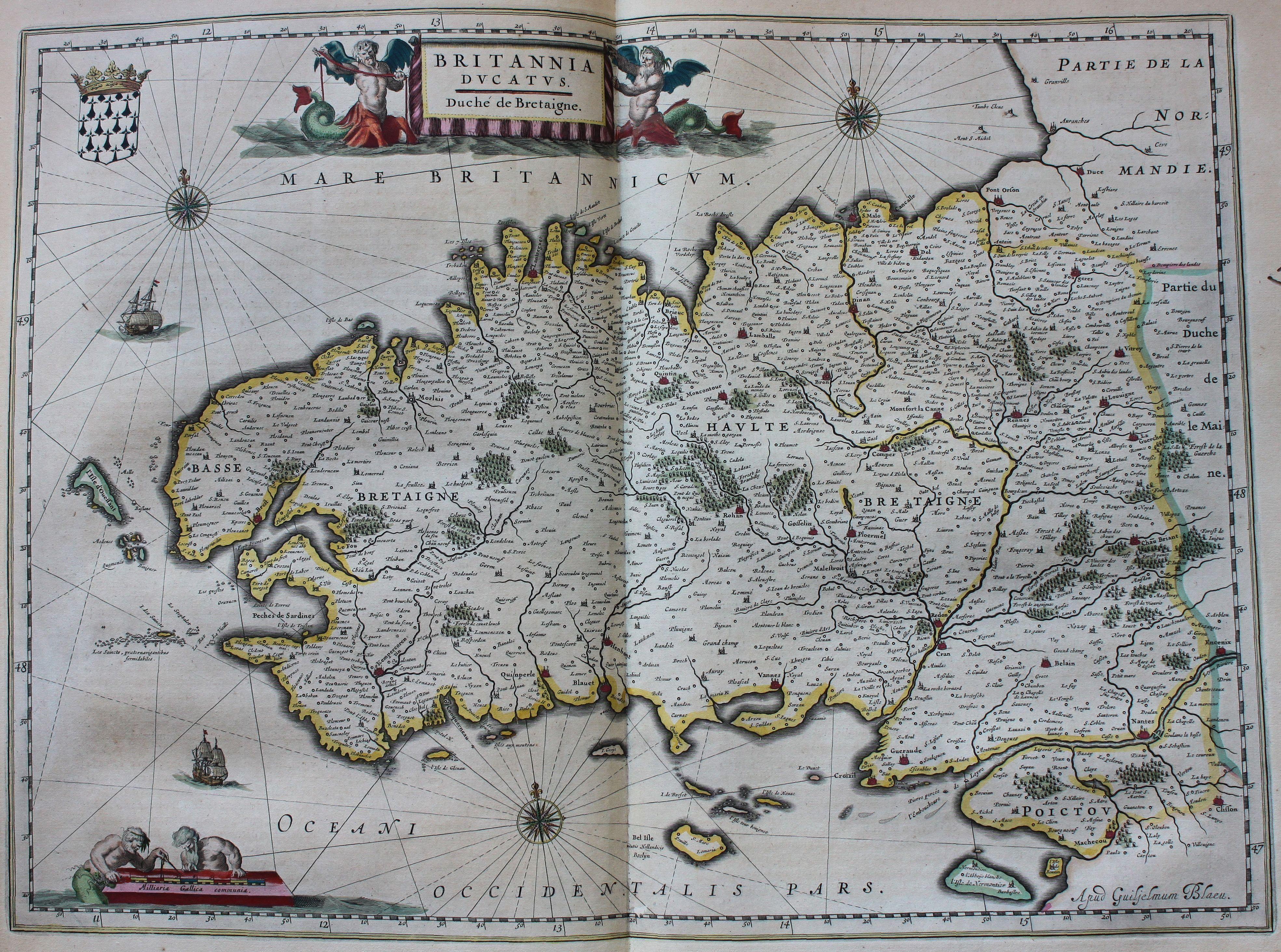
Carte du XVIe siècle, la Haute-Bretagne est mentionnée à l'est de la Bretagne.

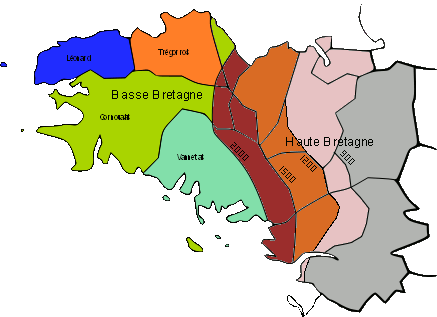
La Haute-Bretagne de langues gallèse et poitevine en 1950. Les différents tons racontent l'extension progressive de l'usage du gallo dans les campagnes au détriment du breton. La limite entre la Haute et la Basse Bretagne a peu à peu glissé vers l'ouest.

La zone romanophone a significativement progressé vers l'ouest au cours des siècles. Vers la fin du Xe siècle, selon la transformation en breton continental du UU en GU ou GO des noms de lieux alors que le roman transformait ce même UU en V, la toponymie montre que la limite joignait sans doute Saint-Malo à Saint-Nazaire. Ainsi, au Xe siècle, Vern-sur-Seiche, Vignoc, Vigneux-de-Bretagne ou Vezin-le-Coquet appartenaient au domaine roman, tandis qu'à Guignen, Guer, Guémené-Penfao ou Guipel, le breton était la langue majoritaire.
En 1554, la limite joignait Saint-Brieuc au Croisic, signalés en Basse-Bretagne. Aujourd'hui, la limite joint Paimpol à Vannes même si cette limite disparait peu à peu du fait de l'abandon du breton par la plupart des d'habitants de l'ouest de la région et de l'apprentissage de la langue par des Bretons de l'est.
Elle comprend : 
- le département d'Ille-et-Vilaine ;
- celui de la Loire-Atlantique ;
- la partie orientale du Morbihan (Morbihan gallo) ;
- la partie orientale des Côtes-d'Armor (Côtes-d'Armor gallèses).

La limite linguistique occidentale de la langue gallèse suit approximativement une ligne Saint-Brieuc-Vannes, et les limites orientales se perdent avec les parlers mayennais, angevin, et poitevin, aux confins du Maine, de l'Anjou. Les régions situées au sud de la Loire présentent des traits linguistiques les rattachant au domaine de langue poitevine (pays de Retz, Marches de Bretagne).

### Usage moderne
Le nom de « Haute-Bretagne » est actuellement utilisé par le Comité départemental du tourisme d'Ille-et-Vilaine pour promouvoir ce seul département. Il est également employé par l'université de Rennes 2 / Haute Bretagne et par quelques acteurs du milieu associatif et culturel.

### Subdivisions
La Haute-Bretagne est subdivisée traditionnellement, comme la Basse-Bretagne, en « pays », ayant chacun des particularités culturelles.
| - Goëlo gallo - Penthièvre - Poudouvre - Mené - Pays de Loudéac - Clos-Poulet - Clos-Râtel - Dolois - Pays de Fougères - Coglais - Désert - Vendelais - Pays de Vitré - Vendelais - Guerchais | - Pays rennais - Pays pourpré - Pays de Redon - Porhoët - Vannetais gallo - Pays d'A-Bas - Mitau - La Mée - Pays de Nantes - Pays d'Ancenis - Pays de Retz - Vignoble - Pays Guérandais - Pays paludier - Pays métayer - Brière |  |

### Un ensemble culturel

Carte des pays bretons.

Simone Morand œuvrait beaucoup en faveur de la culture gallèse.